# EV Moosburg
Der EV Moosburg (Eissportverein Moosburg) ist ein Eishockeyverein aus der oberbayerischen Stadt Moosburg an der Isar, der – als frühere Abteilung in der SG Moosburg und als eigenständiger Verein – zeitweise an der dritthöchsten Spielklasse – der Oberliga – teilnahm. Derzeit spielt die erste Mannschaft in der bayerischen Landesliga.

## Geschichte
Die Geschichte des EVM beginnt als Abteilung in der noch existierenden Sportgemeinschaft Moosburg, deren Mannschaft 1973 in die – drittklassige – Oberliga aufstieg und in dieser Spielklasse bis zur Saison 1978/79 blieb. 1984 stieg die Mannschaft der SGM erneut aus der Bayernliga in die Regionalliga auf.
Nach der Saison 1984/85, die mit dem Aufstieg in die Oberliga endete, wurde aus der Abteilung der SGM der eigenständige Verein EV Moosburg. Nach der Saison 1986/87 stieg die Mannschaft über die Regionalliga Süd in die Bayernliga ab. Nachdem 1990/91 in der Bayernliga wieder die Teilnahme an der Qualifikation zur Regionalliga erreicht wurde, spielte die Mannschaft in der Saison 1991/92 in der – viertklassigen – Regionalliga Süd, aus der die Mannschaft trotz sportliche erreichten Klassenerhalt in die Bayernliga zurückgezogen wurde. Bis zur Saison 2002/03 nahm die Mannschaft des EVM weiterhin an der Bayernliga teil, bevor sie in die – heute fünftklassige – Landesliga Bayern abstieg.
In der Saison 2010/11 nahm die Seniorenmannschaft des EVM an der – fünftklassigen – Landesliga Bayern teil.
In der Saison 2011/12 stieg die Seniorenmannschaft des EVM mit einer sogenannten perfekten Saison als Bayerischer Landesligameister in die Bayernliga auf.
Am Ende der Saison 2014/15 verlor die Seniorenmannschaft nach den Abstiegsplaydowns auch die Spiele um die Relegation gegen den Vizemeister der Landesliga Bayern, die ESC Riverrats Geretsried, und stieg sportlich zwar aus der Bayernliga ab – darf aber aufgrund des angekündigten Rückzug der Mannschaft von EHC 80 Nürnberg in der Spielklasse verbleiben.

### Erfolge
| - Aufstieg in die Oberliga 1973, 1985 - Aufstieg in die Regionalliga 1984, 1987, 1991, 1994 - Aufstieg in die Regionalliga (BYL) 2012 - Bayerischer Vizemeister 1991 | - Meister Bayernliga Gr. B 1991 - Aufstieg in die Bayernliga 1981 - Bayerischer Landesliga-Meister 2012 - Meister Bayerische Landesliga N/O 1973, 2012 - Bayerischer Kreismeister Gr.II (3. Liga) 1955 |

### Nachwuchs
Im Nachwuchsbereich nehmen unter dem Dach des EVM in allen Altersklassen – ausgenommen der Altersklasse Jugend – Mannschaften am Spielbetrieb teil.

## Meistermannschaften
| Landesliga 2011/12 | Torhüter: Vinzenz Hähnel, Bernhard Eggerdinger, Marcel Gabelsberger Verteidiger: Bernhard Weinzierl, Stefan Geigenscheder, Tobias Hanöffner, Florian Erl, Maximilian Waitl, Christian Seidlmayer, Tobias Fengler, Elvis Bešlagič Angreifer: Patrick Ehrhart, Tobias Gilg, Sascha Haschberger, Patrice Dlugos, Michael Schwarzkugler, Alexander Popp, Daniel Harrer, Patrick Holler, Tim Fleger, Gregor Held, Florian Fischer, Petr Kankovsky, Alexander Feistl, Günter Oswald Trainerstab: Elvis Bešlagič, Hans Eder |

## EV Aich
Neben dem EV Moosburg gibt es im Ortsteil Aich einen weiteren Eishockeyverein, den EV Aich. Der Verein wurde 1976 gegründet und trägt seine Heimspiele ebenfalls in der Sparkassen-Arena in Moosburg aus. Er spielt ab der Saison 2018/19 in der Eishockey-Landesliga Bayern. Die größten Erfolge des Vereins waren die Meisterschaft BBzL Ost 2018, die Bayerische Bezirksliga-Meisterschaft 2018, 1990 der Aufstieg in die Bayerische-Landesliga, sowie drei Vizemeisterschaften in der Bayerischen Bezirksliga Ost und 1994 der Gewinn des Bayernkrug-Pokals.

### Erfolge EV Aich
| - Aufstieg in die Bayerische-Landesliga 1979, 1990, 2018 - Bayerischer Bezirksliga-Meister 2018 - Sieger Bayernkrug-Pokal 1994 - Meister Bayerische Bezirksliga-Mitte 2023 | - Vizemeister Bayerische Bezirksliga-Mitte 2024 - Vizemeister Bayerische-Bezirksliga Ost 2014, 2017 - Vizemeister Bayerische-Kreisliga B 1990 |  |

## Sparkassen-Arena Moosburg
Aktuell finden in Moosburg neben Eishockey auch die anderen Eissportarten im überdachten Eisstadion in Moosburg Platz, das von der Stadt Moosburg betrieben wird. Namensgeber der sanierten Eishalle ist die Sparkasse Moosburg.
Vom März bis November 2009 wurde das alte Eisstadion generalsaniert und seit der Spielzeit 2009/2010 ist die neue überdachte Eisfläche bespielbar. Die offizielle Eröffnungsfeier fand am 17. Dezember 2009 statt.